# Bushbuckridge
 (janvier 2023).
Si vous disposez d'ouvrages ou d'articles de référence ou si vous connaissez des sites web de qualité traitant du thème abordé ici, merci de compléter l'article en donnant les références utiles à sa vérifiabilité et en les liant à la section « Notes et références ».
Bushbuckridge (Bosbokrand en afrikaans) est une ville d'Afrique du Sud, située dans la province de Mpumalanga. 
La ville de Bushbuckridge est le chef-lieu de la municipalité homonyme.  

## Personnalités liées à la communauté
- Frank Chikane (1951-), personnalité politique sud-africaine ;
- Ronald Lamola (1983-), homme politique sud-africain.